# ثلاثي أكسيد ثنائي البروم
ثلاثي أكسيد ثنائي البروم هو مركب كيميائي صيغته Br2O3، ويوجد بشكل مستقر فقط عند درجات حرارة منخفضة، وذلك على هيئة بلورات برتقالية إبرية.

## التحضير
يحضر المركب من تفاعل محلول للبروم في ثنائي كلورو الميثان مع غاز الأوزون عند درجات حرارة منخفضة.

## الخواص
لا يوجد المركب على شكل مستقر عند درجات الحرارة القياسية، إنما فقط على شكل بلورات برتقالية إبرية عند درجات حرارة منخفضة دون -40 °س، إذ أنه يتفكك فوقها.
للمركب بنية ترابط على الشكل Br−O−BrO2 (برومات البروم). في الأوساط القلوية يحدث تفاعل عدم تناسب إلى البروميد والبرومات الموافقة.